# Osamu Kobayashi (seiyū)
Osamu Kobayashi (jap. 小林 修 Kobayashi Osamu; ur. 22 listopada 1934 w Tokio, zm. 28 czerwca 2011 tamże) – japoński seiyū i aktor dubbingowy, związany z agencją Dōjinsha Production. Jego znakiem rozpoznawczym był barytonowy głos.
Wiele razy zdubbingował Yula Brynnera.
Zmarł w 2011 roku w wieku 76 lat na raka trzustki.

## Wybrane role głosowe

### Tokusatsu
- 1985: Kyōdai Ken Byclosser – narrator
- 1995: Chōriki Sentai Ohranger – Strażnik Bara
- 1996: Gekisō Sentai Carranger – Imperator Exhaus

### Anime
Źródło:
- 1967: Ōgon Bat – Ōgon Bat
- 1974: Space Battleship Yamato – Admirał Domel
- 1978: Space Battleship Yamato II – Imperator Zwordar
- 1980: Space Battleship Yamato III – Kapitan Jiro Dan
- 1980: New Tetsujin-28 – Branch
- 1981: Six God Combination Godmars – Prezydent Gyron
- 1983: Anette – Pierre
- 1984: Panzer World Galient – Azbes
- 1991: Ulisses 31 – Ulisses
- 2001: Noir – Salvatore